# Steindachnerina pupula
Steindachnerina pupula är en fiskart som beskrevs av Vari, 1991. Steindachnerina pupula ingår i släktet Steindachnerina och familjen Curimatidae. Inga underarter finns listade i Catalogue of Life.